# Коначно решење
Коначно решење јеврејског питања  је био план Нацистичке Немачке за систематски геноцид над европским Јеврејима, који је довео до завршне, најсмртоносније фазе Холокауста (Шоа). Хајнрих Химлер је био главни архитекта плана, а немачки вођа, Адолф Хитлер га је назвао: коначно решење Јеврејског питања (die Endlösung der Judenfrage).
Масовна убиства око једног милиона Јевреја су се већ одиграла пре него што су планови за Коначно решење у потпуности примењени 1942, али тек након одлуке да се искорени целокупна јеврејска популација су изграђени логори смрти, и у пуној мери су отпочела индустријализована масовна убијања Јевреја. Одлука о систематском уништењу европских Јевреја је донесена до, или на Ванзејској конференцији, која је одржана у Берлину, у вили Ванзе 20. јануара 1942. Конференцијом је председавао Рајнхард Хајдрих. Он је деловао по овлашћењима која му је дао рахјсмаршал Херман Геринг у писму од 31. јула 1941. Геринг је наложио Хајдриху да се позабави … решењем јеврејског проблема… Током ове конференције је одржана расправа групе немачких нацистичких званичника о томе како да се најбоље спроведе коначно решење јеврејског питања. Копију белешки са овог састанка су Савезници пронашли 1947, прекасно да се употреби као доказ током суђења у Нирнбергу.
До лета 1942, Операција Рајнхарт је започела са систематским истребљењем Јевреја, мада су стотине хиљада већ убијене од стране одреда смрти и у масовним погромима. У Химлеровом говору на Позенској конференцији 6. октобра 1943, Химлер је, по први пут, јасно осветлио свим окупљеним вођама Рајха на шта се Коначно решење односи

## Историја питања
Јеврејско питање као тема суживота Европљана и Јевреја постоји одавно. У различитим временима, различити политичари су предлагали различите начине да се то реши. 
Будући фирер Немачке Адолф Хитлер је први пут употребио термин „коначно решење“ у односу на Јевреје 1919. године у писму команди немачке војске, где је написао да Јевреји, које је сматрао „расно инфериорнијим“, треба да буду ограничени у својим правима, и позвали на израду посебног закона о странцима. „Крајњи циљ овог закона је коначно решење јеврејског питања“. Према Саулу Фридлендеру, писмо показује да је овај проблем заокупљао Хитлера од његове младости.
У почетној фази, нацистичка политика је била усмерена на масовно присилно исељавање Јевреја из земаља под њиховом контролом. СС официр Л. фон Милденштајн је активно истраживао тему јеврејске емиграције у Палестину и чак је тамо 1933. године путовао, о чему је објављен низ извештаја у листу Дер Ангриф. Следеће године постављен је за саветника СД за јеврејско питање (1934-1936), директно одговарајући Р. Хајдриху, и активно је промовисао питање јеврејске емиграције у циљу „чишћења” Немачке од њих.
У ту сврху, након аншлуса Аустрије, у Бечу је створен „Централни биро за јеврејску емиграцију“ под вођством Адолфа Ајхмана. Емиграционе активности Јевреја контролисале су СС и Гестапо. До краја 1938. Аустрију је напустило 45.000 Јевреја. До тог времена, 145.000 Јевреја је напустило Немачку. Апогеј принудне емиграције било је такозвано протеривање Збасзцзинског крајем октобра 1938. године, када је 17 хиљада немачких Јевреја са пољским пасошима ухапшено и насилно депортовано преко пољске границе. 24. јануара 1939. године, да би се на било који начин и по сваку цену убрзало исељавање Јевреја из Немачке, створена је „Централна служба Рајха за јеврејску емиграцију“. Сви Јевреји који су емигрирали морали су да плате прилично високу „таксу летења Рајха“, која је, иронично, уведена последње године Вајмарске републике.
Ајхман је, за разлику од Милденштајна, био критичан према јеврејској емиграцији, јер је у њој видео опасност од појаве јаке јеврејске државе као непријатеља Немачке. Сам је 1939. године руководио одељењем за јеврејско питање у СД.
Пре почетка Другог светског рата, између 350.000 и 400.000 Јевреја је напустило Немачку, Аустрију и Чехословачку. Од 235.000 јеврејских имиграната у Палестину од 1932. до 1939. године, око 60.000 су били немачки Јевреји
Након окупације Пољске, око 2 милиона пољских Јевреја дошло је под немачку контролу. У вези с тим, нацисти су почели да преиспитују свој став према решењу „јеврејског питања“. У Берлину је 21. септембра 1939. године одржан састанак на тему „Јеврејско питање на окупираним територијама“ под вођством Рајнхарда Хајдриха. Записник са састанка послат је челницима Ајнзацгрупе. Требало је да концентришу Јевреје из села и градова у великим градовима близу железнице, и да преселе Јевреје и Цигане из Рајха у Пољску. Подстицање емиграције није престало са почетком рата, али су се могућности пресељења у другу земљу, са изузетком кратког периода отворене границе са СССР-ом током поделе Пољске, свеле скоро на нулу.
Нацисти су разматрали неколико опција за стварање великих јеврејских резервата – у области Лублина, па чак и на Мадагаскару. Међутим, из више разлога, ови планови нису реализовани: наставак рата учинио је „план Мадагаскара“ нереалним, а стварање великог резервата замењено је стварањем засебних гета у великом броју.
Након што је Немачка напала СССР 22. јуна 1941. године, СС јединице, полиција и ајнзацгрупе започеле су истребљење совјетских Јевреја кроз масовна стрељања. Локални сарадници су пружили значајну помоћ у том погледу у Литванији, Летонији, Естонији, РСФСР-у и Украјини.
У јесен 1941. за уништавање су почели да се користе гасни комбији - аутомобили чија су тела била дизајнирана да трују путнике угљен-моноксидом.
У јесен 1941. Хајнрих Химлер је наредио генералу Одилу Глобочнику да почне са истребљењем Јевреја на територији Генералне владе (део Пољске). У оквиру овог плана започета је изградња три концентрована логора намењена истребљивању затвореника: Белжец, Собибор и Треблинка. Након смрти Рајнхарда Хајдриха у Чешкој у мају 1942, овај план је назван Операција Рајнхарт.
Коначна одлука о детаљном програму масовног истребљења донета је 20. јануара 1942. на Ванзејској конференцији. Дитер Вислицени је током испитивања у Нирнбершком трибуналу 3. јануара 1946. тврдио да је период систематског истребљења Јевреја у политици „коначног решења“ почео 1942. године.
Касније је концентрациони логор Мајданек служио и као логор смрти, а у пролеће 1942. године, по налогу Химлера, логор Аушвиц (Аушвиц-Биркенау) је такође препрофилисан у логор истребљења. У Аушвицу је убијено око 1,3 милиона затвореника, укључујући око 1,1 милион Јевреја. Укупно је у логорима смрти умрло 2,7 милиона Јевреја.
Резултат политике „коначног решења јеврејског питања“ била је смрт око 6 милиона Јевреја у Европи. Захваљујући напорима израелског музеја холокауста и херојства Јад Вашем, идентификовано је 4 милиона жртава.
Као резултат нацистичког геноцида, јидиш култура као начин живота источноевропских Јевреја и њихова перцепција околног света опала је и изумрла. Истовремено, ови догађаји су довели до пораста националне свести међу Јеврејима у различитим земљама. Ово је помогло да се мобилишу преживели Јевреји и дало нови живот ционистичком покрету, што је убрзо довело до формирања Државе Израел у њиховој историјској домовини Палестини.